# Aspidosperma obscurinervium
Aspidosperma obscurinervium là một loài thực vật có hoa trong họ La bố ma. Loài này được Azambuja mô tả khoa học đầu tiên năm 1946.